# Il gatto, il topo, la paura e l'amore
Il gatto, il topo, la paura e l'amore (Le chat et la souris) è un film del 1975 diretto da Claude Lelouch.
È considerato come l'ultimo film interpretato da Michèle Morgan che in seguito comparirà in alcuni documentari o con brevi apparizioni.

## Trama
L'ispettore Lechat e il giovane collega Chemin devono indagare sulla strana morte di Jean-Pierre Richard, un ricco uomo d'affari. I sospetti cadono sulla moglie dato che questa aveva appena ricevuto la richiesta di divorzio dopo un tradimento ormai pubblico da anni, la donna inoltre beneficerebbe di una ingente assicurazione sulla vita.
I poliziotti, nonostante metodi di indagini non propriamente ortodossi, non riescono a demolire l'alibi della donna che viene anche derubata della somma ricevuta dall'assicurazione.
Un funzionario del governo, infastidito dal loro comportamento, fa pressione affinché l'inchiesta venga chiusa e Lechat venga congedato in anticipo. 
l'ispettore, ritiratosi in campagna, resta sempre in contatto con l'ex collega divenuto suo genero e decide di scrivere un libro sulla vicenda. Torna così dalla signora Richard ancora convinto della sua colpevolezza per continuare ad indagare questa volta a modo suo.